# 5-ös kategóriájú csendes-óceáni hurrikánok
Az 5-ös kategóriájú hurrikánok olyan hurrikánok, melyeknek 10 méter magasságban az egyperces állandó átlagszele meghaladja a 252 km/h-t (156,5 mph). Ahogy az Atlanti-óceánon, így a Csendes-óceán keleti részén is kialakultak ilyen erősségű ciklonok (a Csendes-óceán nyugati részén kialakuló ciklonokat tájfunoknak nevezzük, az óceán középső részén kialakultakat szintén hurrikánnak, de ott a Hawaii Hurrikánfigyelő Központ nevezi el őket). 1851 óta hivatalosan 18 ilyen rendszert rögzítettek.

## Rendszerek
A Csendes-óceánon hivatalosan 18 5-ös erősségű ciklont regisztráltak. Az elsőt, a Patsyt 1956-ban, azelőtt nincs hivatalosan regisztrált ilyen erősségű ciklon. A Genevieve hurrikán ugyan a Csendes-óceán keleti felében alakult ciklonná, és átutazott az óceán középső részére, de a nyugati felében vált csak 5-ös erősségűvé, már tájfunként, ezért hivatalosan nem szokták ideszámítani. Számtalan rendszer volt, mely a Csendes-óceán középső részén jött létre, de csak a nyugati felében vált ciklonná, majd később tájfunná. Ezek egyáltalán nem számítanak.

## Lista
| Név       | Ennyi időt töltött 5-ös erősségű ciklonként (óra;kerekítve) | Eze(ke)n a napo(ko)n volt ilyen erősségű                                                         | Legerősebb egyperces állandó szélsebesség (km/h;kerekítve) | Legalacsonyabb nyomás mbar | Év   |
| --------- | ----------------------------------------------------------- | ------------------------------------------------------------------------------------------------ | ---------------------------------------------------------- | -------------------------- | ---- |
| 1850      | ?                                                           | 1850. szeptember                                                                                 | 250-300 km/h                                               | ?                          | 1850 |
| Patsy     | 6                                                           | 1956. szeptember 6.                                                                              | 280 km/h                                                   | 930 mbar                   | 1956 |
| Ava       | 24                                                          | 1973. június 7.                                                                                  | 260 km/h                                                   | 915 mbar                   | 1973 |
| Emilia    | 18                                                          | 1994. július 19-21. † ‡                                                                          | 260 km/h                                                   | 926 mbar                   | 1994 |
| Gilma     | 18                                                          | 1994. július 24-25. ‡                                                                            | 265 km/h                                                   | 920 mbar                   | 1994 |
| John      | 42                                                          | 1994. augusztus 22-24. 🌀                                                                        | 280 km/h                                                   | 929 mbar                   | 1994 |
| Guillermo | 24                                                          | 1997. augusztus 4-5.                                                                             | 260 km/h ‡                                                 | 919 mbar                   | 1997 |
| Linda     | 42                                                          | 1997. szeptember 12-14. ‡                                                                        | 295 km/h                                                   | 902 mbar                   | 1997 |
| Elida     | 4                                                           | 2002. július 25. ‡                                                                               | 255 km/h                                                   | 921 mbar                   | 2002 |
| Hernan    | 12                                                          | 2002. szeptember 1. ‡                                                                            | 260 km/h                                                   | 921 mbar                   | 2002 |
| Kenna     | 28                                                          | 2002. október 24.                                                                                | 270 km/h                                                   | 913 mbar                   | 2002 |
| Ioke      | 73                                                          | 2006. augusztus 24-29. (augusztus 24-26. (hurrikánként); augusztus 26-29 (tájfunként).) † † † 🌀 | 260 km/h                                                   | 915 mbar                   | 2006 |
| Rick      | 24                                                          | 2009. október 18.                                                                                | 285 km/h                                                   | 906 mbar                   | 2009 |
| Celia     | 12                                                          | 2010. június 25. ‡                                                                               | 255 km/h                                                   | 921 mbar                   | 2010 |
| Genevieve | 19                                                          | 2014. augusztus 7-8 (már tájfunként).                                                            | 260 km/h                                                   | 915                        | 2014 |
| Marie     | 6                                                           | 2014. augusztus 24. ‡                                                                            | 260 km/h                                                   | 918 mbar                   | 2014 |
| Patricia  | 23                                                          | 2015. október 22-23. 🚩                                                                          | 345 km/h                                                   | 872 mbar                   | 2015 |
| Lane      | 11                                                          | 2018. augusztus 22.                                                                              | 260 km/h                                                   | 925 mbar                   | 2018 |
| Walaka    | 15                                                          | 2018. október 1-2. ‡                                                                             | 260 km/h                                                   | 920 mbar                   | 2018 |
| Willa     | 7                                                           | 2018. október 22. ‡                                                                              | 260 km/h                                                   | 925 mbar                   | 2018 |

## Partotérések
| Név      | Év   | 5-ös kategóriájú hurrikánként | 4-es kategoriájú hurrikánként | 3-as kategóriájú hurrikánként         | 2-es kategóriájú hurrkánként | 1-es kategóriájú hurrikánként | Trópusi viharként | Trópusi depresszióként | Nem trópusi ciklonként |
| John     | 1994 |                               |                               |                                       |                              |                               |                   |                        | Alaszka                |
| Linda    | 1997 | Clairón(nem hivatalos)        |                               |                                       |                              |                               |                   |                        |                        |
| Kenna    | 2002 |                               | Nayarit (Mexikó)              |                                       |                              |                               |                   |                        |                        |
| Ioke     | 2006 |                               | Wake-sziget (nem tisztázott)  |                                       |                              |                               |                   |                        | Alaszka                |
| Rick     | 2009 |                               |                               |                                       |                              |                               | Sinaloa (Mexikó)  |                        |                        |
| Patricia | 2015 | Cuixmala/Farallón             | Jalisco (Mexikó)              |                                       |                              |                               |                   |                        |                        |
| Walaka   | 2018 |                               |                               | Francia fregatt-atoll (Keleti-sziget) |                              |                               |                   |                        |                        |
| Willa    | 2018 |                               |                               | Sinaloa                               |                              |                               |                   |                        |                        |

## Rekordok

### A 10 legintenzívebb csendes-óceáni hurrikán (nyomást tekintve)
| Rang   | Név       | Év   | Legalacsonyabb nyomás (mbar;inHg) |
| ------ | --------- | ---- | --------------------------------- |
| 1.     | Patricia  | 2015 | 872 mbar (hPa;25.75 inHg)         |
| 2.     | Linda     | 1997 | 902 mbar (26.64 inHg)             |
| 3.     | Rick      | 2009 | 906 mbar                          |
| 4.     | Kenna     | 2002 | 913 mbar (26.96 inHg)             |
| 5-6.   | Ava       | 1973 | 915 mbar (27.02 inHg)             |
| 5-6.   | Ioke      | 2006 | 915 mbar (27.02 inHg)             |
| 7-8.   | Marie     | 2014 | 918 mbar (27.11 inHg)             |
| 7-8.   | Odile     | 2014 | 918 mbar (27.11 inHg)             |
| 9.     | Guillermo | 1997 | 919 mbar (27.14 inHg)             |
| 10-11. | Gilma     | 1994 | 920 mbar (27.17 inHg)             |
| 10-11. | Walaka    | 2018 | 920 mbar (27.17 inHg)             |

### Legerősebb csendes-óceáni hurrikánok szélsebességet tekintve
| Rang | Név      | Év   | Egyperces állandó átlagszél (kerekítve) |
| ---- | -------- | ---- | --------------------------------------- |
| 1.   | Patricia | 2015 | 345 km/h (215 mph)                      |
| 2.   | Linda    | 1997 | 295 km/h (185 mph)                      |
| 3.   | Rick     | 2009 | 285 km/h (180 mph)                      |
| 4-5. | Patsy    | 1959 | 280 km/h (175 mph)                      |
| 4-5. | John     | 1994 | 280 km/h (175 mph)                      |
| 6.   | Kenna    | 2002 | 270 km/h (165 mph)                      |
| 7.   | Gilma    | 1994 | 265 km/h (165 mph)                      |

### Legerősebb csendes-óceáni partotérő hurrikánok
| Rank      | Név               | Év   | Legerősebb szélsebessége csúcsintenzitásán (egyperces állandó átlag; kerekítve) | Legerősebb szélsebessége partotéréskor (egyperces állandó átlag; kerekítve) | Károk | Áldozatok |
| --------- | ----------------- | ---- | ------------------------------------------------------------------------------- | --------------------------------------------------------------------------- | ----- | --------- |
| 1.        | Patricia hurrikán | 2015 | 345 km/h (215 mph)                                                              | 250-255 km/h (155 mph) (hivatalosan 245 km/h)                               |       |           |
| 2-3.      | Madeline          | 1976 | 240 km/h (150 mph)                                                              | 230 km/h (145 mph)                                                          |       |           |
| 2-3.      | Iniki             | 1992 | 230 km/h (145 mph)                                                              | 230 km/h (145 mph)                                                          |       |           |
| 4.        | Névtelen          | 1957 | 225 km/h (130 mph)                                                              | 220 km/h (130 mph)                                                          |       |           |
| 5-6.      | "Mexikó"          | 1959 | 220 km/h (130 mph)                                                              | 220 km/h (130 mph)                                                          |       |           |
| 5-6.      | Kenna             | 2002 | 270 km/h (165 mph)                                                              | 220 km/h (140 mph)                                                          |       |           |
| 7-8-9-10. | Olivia            | 1967 | 205 km/h (125 mph)                                                              | 205 km/h (125 mph)                                                          |       |           |
| 7-8-9-10. | Tico              | 1983 | 215 km/h (130 mph)                                                              | 205 km/h (125 mph)                                                          |       |           |
| 7-8-9-10. | Lane              | 2006 | 205 km/h (125 mph)                                                              | 205 km/h (125 mph)                                                          |       |           |
| 7-8-9-10. | Odile             | 2014 | 220 km/h (140 mph)                                                              | 205 km/h (125 mph)                                                          |       |           |
| 11.       | Willa             | 2018 | 260 km/h (160 mph)                                                              | 195 km/h (120 mph)                                                          |       |           |
| 12-13-14. | Olivia            | 1975 | 185 km/h (115 mph)                                                              | 185 km/h (115 mph)                                                          |       |           |
| 12-13-14. | Liza              | 1976 | 220 km/h (130 mph)                                                              | 185 km/h (115 mph)                                                          |       |           |
| 12-13-14. | Kiko              | 1989 | 185 km/h (115 mph)                                                              | 185 km/h (115 mph)                                                          |       |           |

## Fordítás
Ez a szócikk részben vagy egészben  a   List of Category 5 Pacific hurricanes című angol Wikipédia-szócikk fordításán alapul.  Az eredeti cikk szerkesztőit annak laptörténete sorolja fel. Ez a jelzés csupán a megfogalmazás eredetét és a szerzői jogokat jelzi, nem szolgál a cikkben szereplő információk forrásmegjelöléseként.